# 1-es busz (Lenti)
A lenti 1-es jelzésű autóbuszvonal az Autóbusz-állomás és Zajda között húzódik, amelyet a MÁV Személyszállítási Zrt. üzemeltet.

## Útvonala
| Autóbusz-állomás – Zajda                                                                      | Zajda – (Bárszentmihályfa –) Autóbusz-állomás |
| --------------------------------------------------------------------------------------------- | --- |
| Autóbusz-állomás ➝ Ifjúság útja ➝ Templom tér ➝ Dózsa György út ➝ Bem út ➝ Zajda, bejárati út | Zajda, bejárati út ➝ Bem út ➝ (Arany János út ➝ Kölcsey Ferenc út ➝ Mihályfai út ➝ Bárszentmihályfa, sportpálya ➝ Mihályfai út ➝ Kölcsey Ferenc út ➝ Arany János út ➝) Bem út ➝ Dózsa György út ➝ [Petőfi út ➝ Bánffy Miklós utca ➝ Ifjúság útja // Templom tér ➝ Ifjúság útja] ➝ Autóbusz-állomás |

## Közlekedése
Indításai minden nap történnek, gyakori jelleggel. Ellentétes irányban egy munkanapi járat kitérést tesz Bárszentmihályfa településrészébe, valamint egy iskolai járat a Bánffy úti óvoda érintésével érkezik a városi buszállomásra.
A vonalon az alábbi regionális autóbuszjáratok közlekednek:
- 1639, 1658
- 6242, 6248

| Viszonylat                            | Indításszám       | Közlekedési rend                                  |
| ------------------------------------- | ----------------- | ------------------------------------------------- |
| Autóbusz-állomás – Zajda, bejárati út | 11 oda, 12 vissza | munkanapokon, kiv. a hetek utolsó tanítási napján |
| Autóbusz-állomás – Zajda, bejárati út | 11 oda, 13 vissza | a hetek utolsó tanítási napján                    |
| Autóbusz-állomás – Zajda, bejárati út | 6 oda, 5 vissza   | szabadnapokon                                     |
| Autóbusz-állomás – Zajda, bejárati út | 5 oda, 4 vissza   | tanév tartama alatt munkaszüneti napokon          |
| Autóbusz-állomás – Zajda, bejárati út | 6 oda, 4 vissza   | tanszünet tartama alatt munkaszüneti napokon      |

## Megállóhelyei
| 0                                        | Autóbusz-állomás végállomás        | 0.0 km | 0 | 2, 3, 35, 90, 94 1184, 1187, 1193, 1625, 1639, 1641, 1643, 1658, 1669 6238, 6242, 6248, 6262, 6287, 6446, 6448, 6454, 6456, 6457, 6553, 6560, 6565, 6570, 6576, 6577, 6580, 6585 |
| Tanítási napokon 1 járat által érintett. |                                    |        |   | |
| ∫                                        | Bánffy úti óvoda                   | ∫      | ∫ | 2, 90, 94 6238, 6248, 6454, 6456, 6553, 6570, 6576 |
| 1                                        | Mumor, Törpe Csárda                | 1.9 km | 2 | 90, 94 1187, 1193, 1625, 1639, 1658 6238, 6241, 6242, 6248, 6446, 6448, 6457, 6553, 6560, 6570, 6585                                                                             |
| Munkanapokon 1 járat által érintett.     |                                    |        |   | |
| ∫                                        | Mumor, harangláb                   | ∫      | ∫ | 94 6248, 6570, 6585 |
| ∫                                        | Bárszentmihályfa, Kölcsey út 27.   | ∫      | ∫ | 94 6248, 6570, 6585 |
| ∫                                        | Bárszentmihályfa, Mihályfai út 15. | ∫      | ∫ | 94 6248, 6585 |
| ∫                                        | Bárszentmihályfa, sportpálya       | ∫      | ∫ | 94 6248, 6585 |
| ∫                                        | Bárszentmihályfa, Mihályfai út 15. | ∫      | ∫ | 94 6248, 6585 |
| ∫                                        | Bárszentmihályfa, Kölcsey út 27.   | ∫      | ∫ | 94 6248, 6570, 6585 |
| ∫                                        | Mumor, harangláb                   | ∫      | ∫ | 94 6248, 6570, 6585 |
| 2                                        | Zajda, bejárati út végállomás      | 4.8 km | 5 | 1639, 1658 6241, 6242, 6248, 6448 |